# Galeria Sztuki Alicji i Bożeny Wahl
Galeria Sztuki Alicji i Bożeny Wahl – nieistniejąca galeria sztuki w Warszawie, była drugą (pierwszą) prywatną warszawską galerią sztuki.
Galeria Wahl została założona w 1979 roku przez malarkę Alicję Wahl i jej siostrę Bożenę Wahl w willi na warszawskim Żoliborzu. Galeria była jednym z nielicznych miejsc w komunistycznej Polsce, gdzie można było wystawiać lub kupić obrazy bez zgody władz. Warszawska pinakoteka była także miejscem otwartym dla pisarzy, artystów teatru i filmu, a także dla przedstawicieli dyplomacji.

## Artyści wystawiani w galerii
Galeria organizowała indywidualne wystawy uznanych polskich artystów współczesnych, jak i utalentowanych młodych twórców. Pośredniczyła także w sprzedaży dzieł współpracujących twórców. Wśród malarzy i grafików, których dzieła prezentowane były w Galerii Alicji i Bożeny Wahl byli m.in.:

- Zdzisław Beksiński
- Jerzy Adam Stajuda
- Iwo Zaniewski[6]
- Jan Dobkowski
- Henryk Tomaszewski
- Franciszek Starowieyski[7][2]
- Jacek Waltoś
- Barbara Jonscher
- Jacek Sienicki
- Stanisław Ignacy Witkiewicz „Witkacy”[8][9]
- Teresa Pągowska
- Roman Cieślewicz[10]
- Jan Tarasin
- Józef Gielniak[11]
- Bruno Schulz[12]
- Piotr Potworowski[13]

W galerii można było także obejrzeć twórczość obu sióstr malarek – Alicji i Bożeny Wahl.
Galeria zakończyła działalność bez rozgłosu w 2002 roku, ostatnim prezentowanym artystą był Jan Lebenstein.